# Панчук Дмитро Оксентович
Дмитро́ Оксе́нтович Панчу́к (23 квітня 1941, с. Острожок, Житомирська область — 18 квітня 2023, Житомир) — український журналіст та педагог.
Головний редактор газети «Житомирщина».

## Освіта
1964—1970   — Заочно закінчив Український поліграфічний інститут імені Ів. Федорова, м. Львів, «Журналістика», журналіст.
1971—1973  — Вища партійна школа при ЦК Компартії України.

## Біографія
1941 — народився в селі Острожок Баранівського району Житомирської області в сім'ї колгоспників Оксентія Гнатовича (1904 — 1991) і Василини Тихонівни (1906 — 1975) Панчуків.
1960 — 1962  — вчитель праці Зятинецької восьмирічної школи ;
1962 — 1965  — вчитель праці і фізвиховання Красульської восьмирічної школи ;
1965 — 1969  — завідувач відділу сільського господарства Любарської райгазети «Заповіт Ілліча» ;
1969 — 1971  — перший секретар Любарського райкому комсомолу,
Житомирський обком ЛКСМУ;
1971 — 1973   — слухач ВПШ при ЦК Компартії України;
1973 −1978   — редактор Житомирської обласної молодіжної газети
«Комсомольська зірка»;
1978 — 1983  — заступник, зав. відділом Житомирського обкому КП України;
1983 — 1997   — головний редактор газети «Радянська Житомирщина».
1997   — 2015 — головний редактор газети «Житомирщина».

## Громадська діяльність
З 1984 р. по 2007 р. — Голова обласної організації Національної спілки журналістів України.
— Секретар Національної спілки журналістів України.
— Голова Всеукраїнської асоціації засобів масової інформації «Регіони-центр».
— Депутат трьох скликань Житомирської обласної ради.

## Нагороди і почесні звання
Почесна відзнака Президента України Віктора Ющенка;— орден «За заслуги» ІІІ ступеня (серія ОК № 025730, Указ Президента України № 252 від 16.04.09);
Почесне звання «Заслужений журналіст України» від президента Леоніда Кравчука(Указ Президента України № 244 від 03.06.94);
Почесна грамота Верховної Ради України «За особливі заслуги перед українським народом» № 431 від 21.04.04.
Володар почесної відзнаки «За заслуги перед Житомирською областю».

## Роботи
Автор книг:
«Покликання» (1987), «Погляд у минуле» (2001), «Журналістика: професія, покликання чи політика» (2003)
«На перехресті вітрів» (2009),
Фотоальбоми: «Житомир», «Житомирщина».

## Захоплення
Живопис, різьблення по дереву, фотографування, полювання, риболовля